# Hüseyn İbrahimov
Hüseyn Rüstəm oğlu İbrahimov (ros. Гусейн Рустам оглы Ибрагимов, ur. 15 kwietnia 1951 we wsi Ayıbasar w Azerbejdżańskiej SRR) – działacz przemysłu naftowego ZSRR.
Ukończył zaocznie Azerbejdżański Instytut Nafty i Chemii, od 1967 pracował w przedsiębiorstwach wydobycia ropy naftowej w Baku, 1973-1989 wiertacz Morskiego Zarządu Prac Wiertniczych "Nieftianyje kamni" zjednoczenia produkcyjnego "Kaspmornieftiegaz" w Baku. Od 1984 członek KPZR, 1990-1991 członek KC KPZR. Deputowany do Rady Najwyższej ZSRR 11 kadencji, deputowany ludowy ZSRR.